# Musée folklorique national de Corée
Le musée folklorique national de Corée est un musée situé dans le palais de Gyeongbok à Séoul, en Corée du Sud.
Ce musée est divisé en trois espaces. Le « hall du style de vie coréen » présente les caractéristiques culturelles de la préhistoire à la période de Joseon. Le « hall des Coréens au travail » présente des outils pour l'agriculture, la chasse et la pêche ainsi que des vêtements et des maisons. Le « hall du cycle de la vie coréenne » montre les différentes étapes de la vie, la naissance, le mariage et la mort. L'exposition continue à l'extérieur avec des totems, des  dol hareubangs, des greniers et des moulins à vent.

## Histoire
Ce musée est issu du musée d'arts populaires fondé en 1924 sous l'administration japonaise par Soetsu Yanagi. Officiellement, il est créé à la libération par un ordre du département américain de la justice le 8 novembre 1945 sous le nom de musée national d'ethnographie puis fusionne en décembre 1950 avec le musée national de Namsan. Il a occupé plusieurs emplacements au cours de son histoire. Il se trouvait dans le bâtiment du mémorial administratif de l'occupation japonaise de 1946 à 1966 puis à l'intérieur du palais de Gyeongbok à Sujeongjeon et dans l'ancien bâtiment du musée contemporain. Il est à son emplacement actuel depuis le 17 février 1993 où il remplace le musée national de Corée.
Avec plus de 2,6 millions de visiteurs en 2012, il faisait partie des 20 musées d'art les plus visités au monde.

## Images

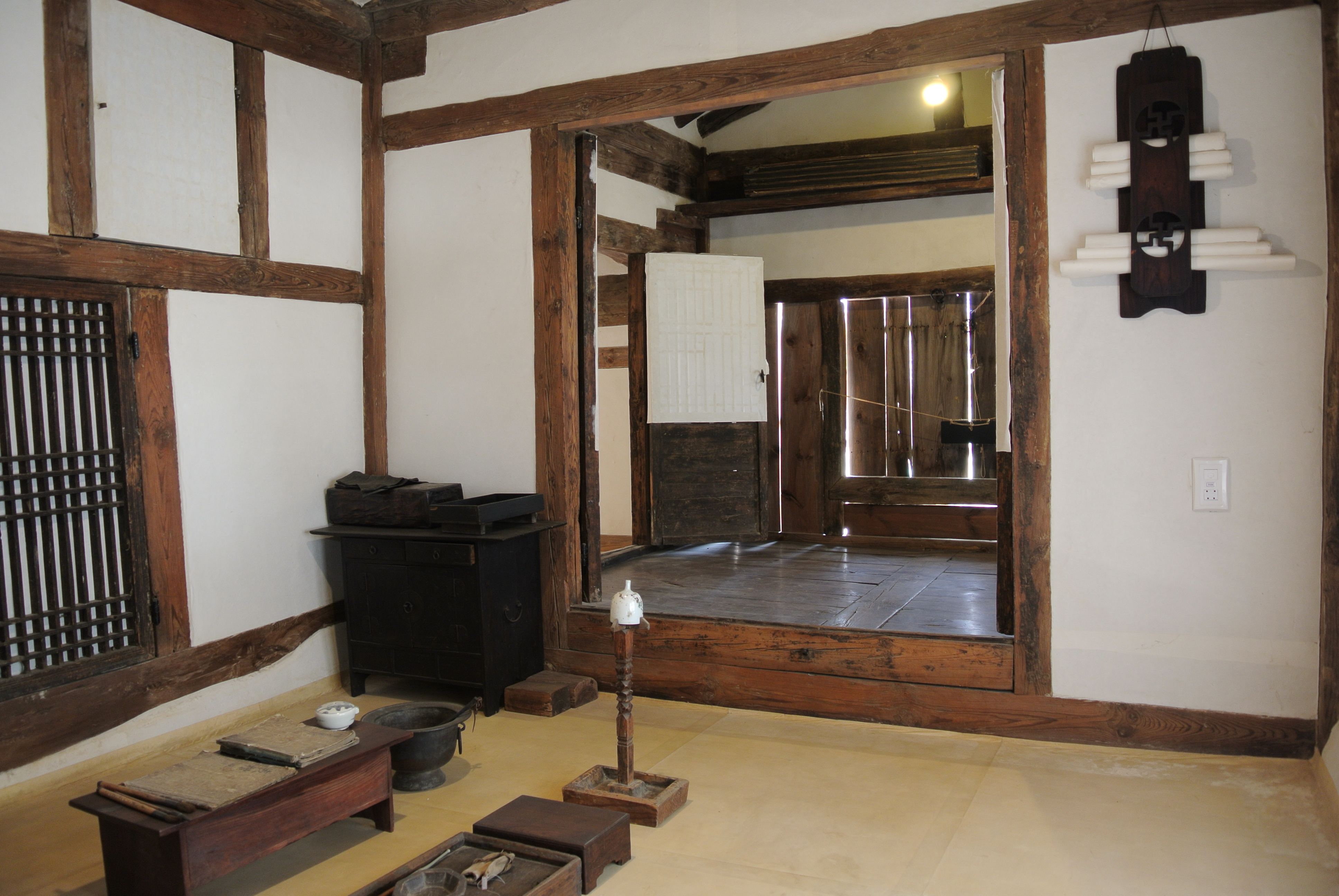
Intérieur d'une maison traditionnelle
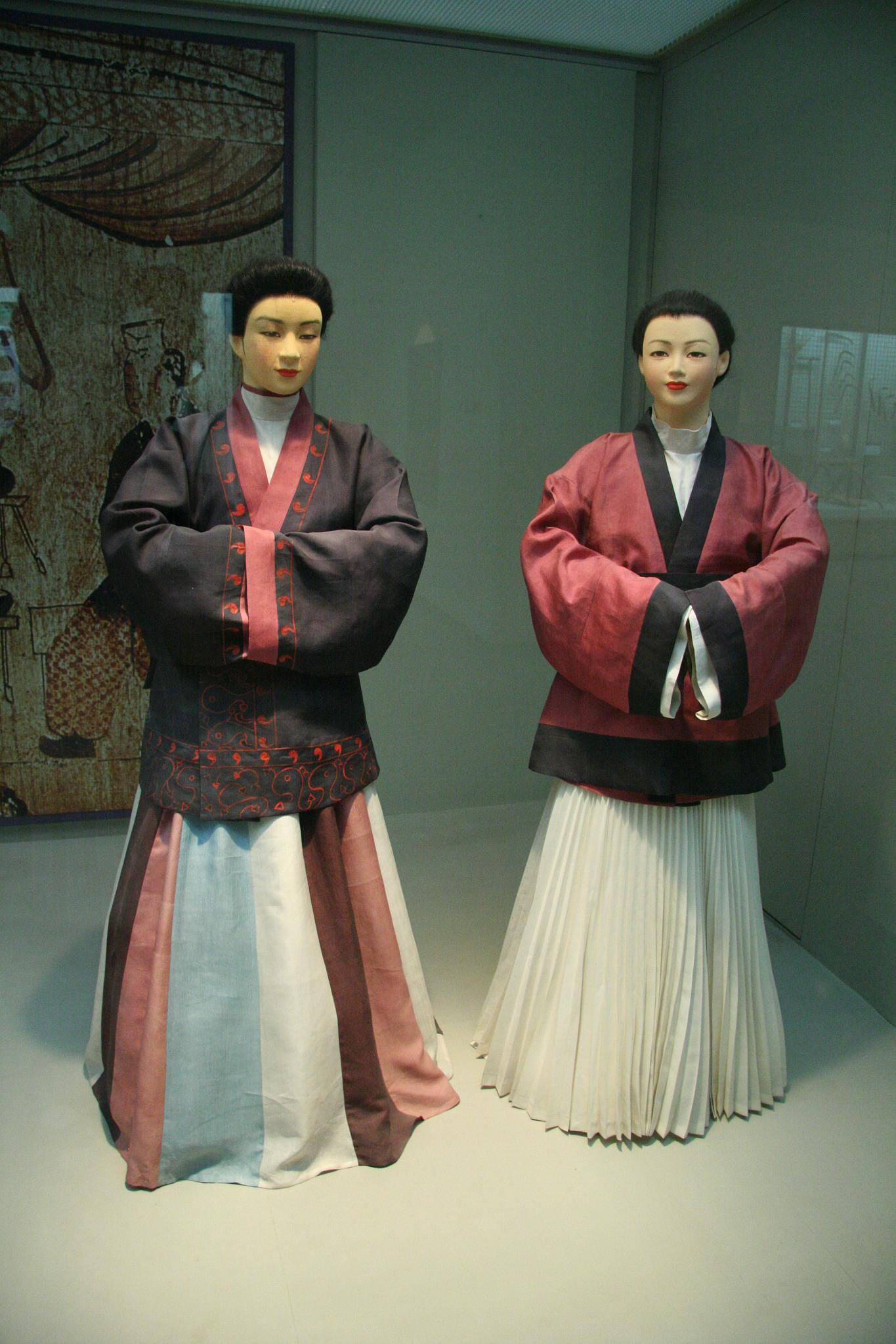
Hanboks de la période des trois royaumes
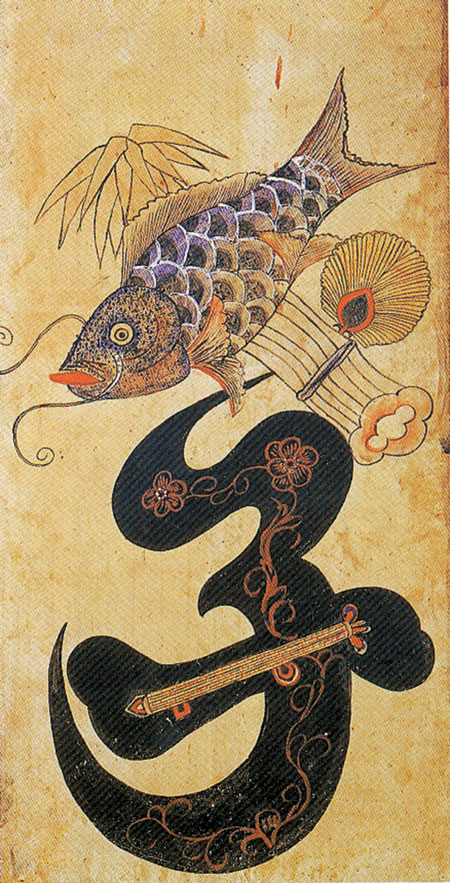
Munjado, peinture populaire de Joseon
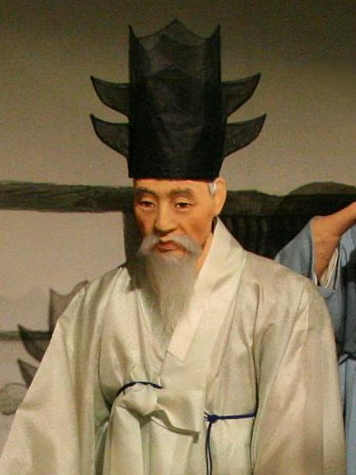
Vieil homme portant un jeongjagwan et un durumagi
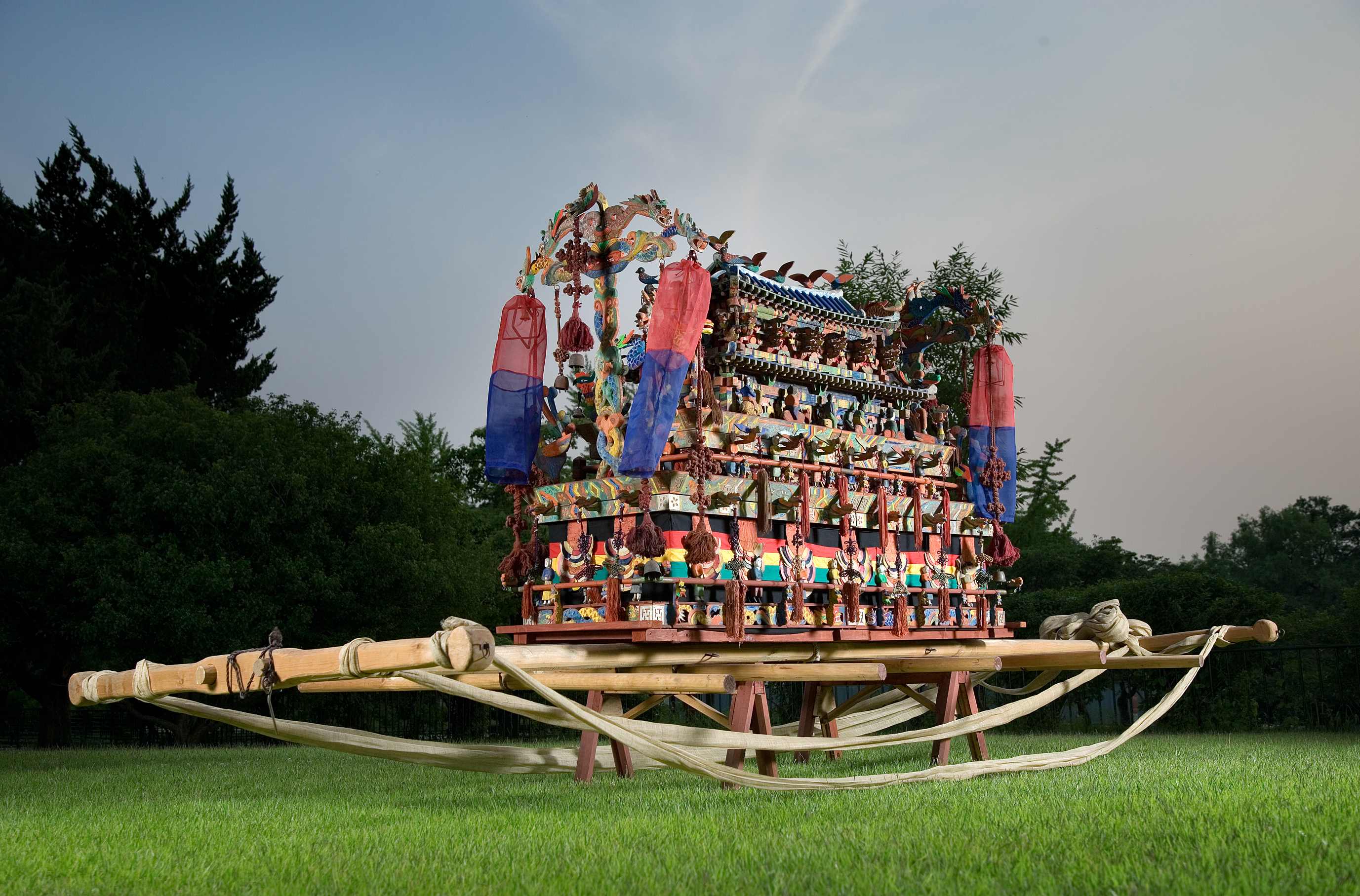
Corbillard de Choi Pil-ju